# Berința, Maramureș

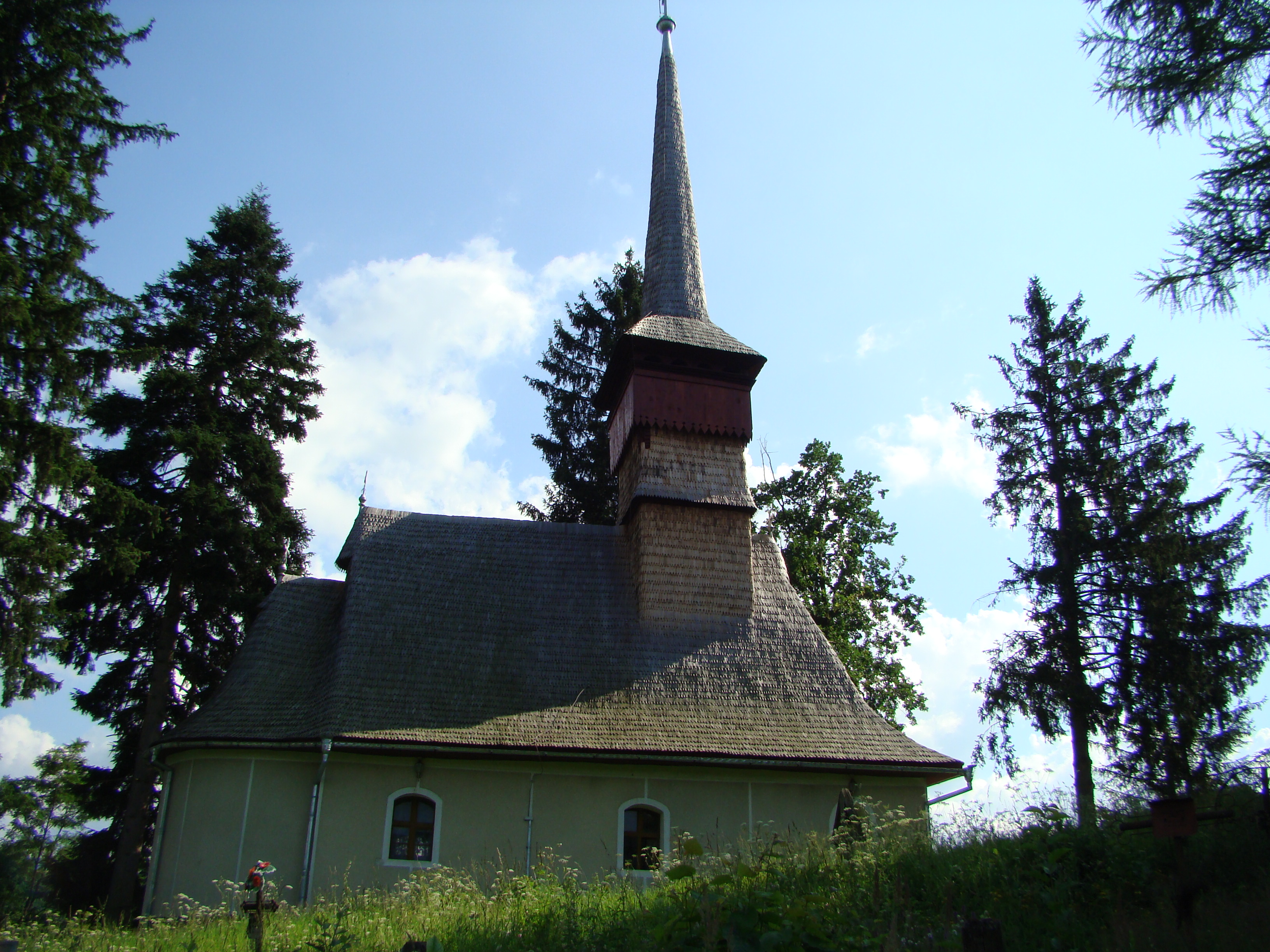
Biserica „Sfântul Nicolae” din Berința, monument istoric aflat pe lista de patrimoniu.

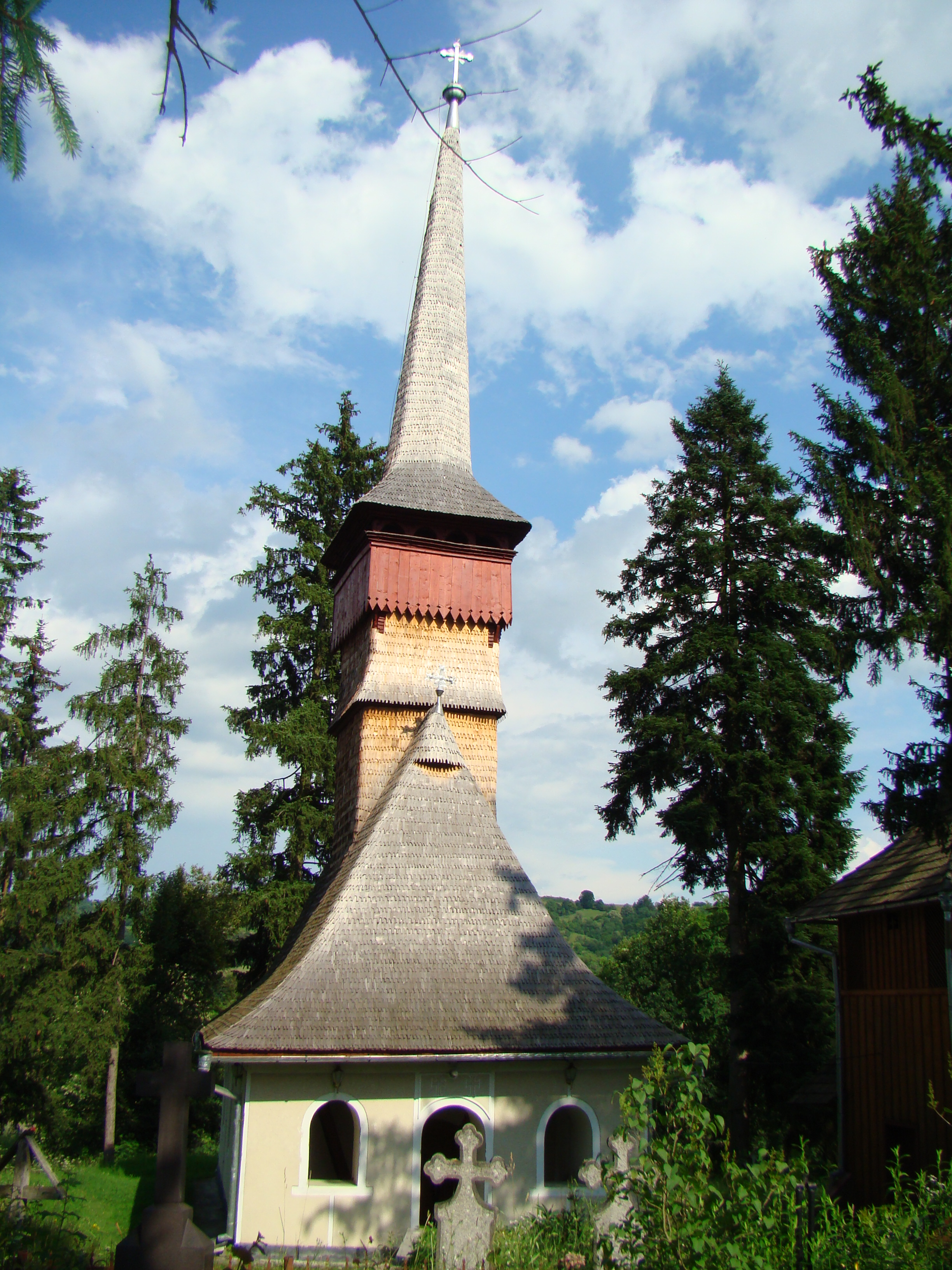

Berința este un sat în comuna Copalnic-Mănăștur din județul Maramureș, Transilvania, România.

## Istoric
Prima atestare documentară: 1405 (Berenche). 

## Etimologie
Etimologia numelui localității: din n. fam. Berința (< tema Berin + -ț- + -a). 

## Demografie
La recensământul din 2011, populația era de 733 locuitori. 

## Așezământ monahal
In Berința este o mănăstire ortodoxă cu hramul „Sf. Apostol Andrei”, „Schimbarea la față”. 

## Obiectiv memorial
Monumentul Eroilor Români din Primul Război Mondial. Opera comemorativă a fost dezvelită în anul 1933 în curtea bisericii, în memoria eroilor care au căzut pe câmpul de luptă în Primul Război Mondial. Din punct de vedere decorativ, o cască de infanterie a fost reprodusă în partea superioară a monumentului. Locuitorii din Berința au restaurat monumentul, înalt de 4,10 m, în anul 1982.

## Monumente istorice
- Ruinele bisericii „Cuvioasa Paraschiva” (1807);
- Biserica „Sf. Nicolae” (sec. XVIII).

## Personalități
- Vasile Gheție (1903–1990), medic veterinar, membru al Academiei Române.
- Augustin Buzura (1938–2017), prozator, eseist, scenarist, membru al Academiei Române.